# Platythecium
Platythecium es un género de hongo liquenizado de la familia Graphidaceae.